# Heggemoeder
De heggemoeder is een bovennatuurlijk wezen uit de Nederlandse folklore.
Volgens sommige bronnen is het een vrouwelijke demon of nachtspook en wordt zij ook wel heksenmoeder genoemd.
Zij bewoont dichte hagen of heggen van hazelaarstruiken. Het wezen veroorzaakt ziekten en kwalen bij mensen. Vooral kraamvrouwen zijn een geliefd slachtoffer.
Men kon zich beveiligen tegen de heggemoeder door de kousen aan te houden bij het naar bed gaan, één goed en één omgekeerd, schoenen met de hielen naar het bed te keren en de onderrok binnenstebuiten over het ledikant uitspreiden.